# Martin Malík
Martin Malík (* 21. června 1970) je český fotbalový funkcionář. Od 12. prosince 2017 do 3. června 2021 působil jako předseda Fotbalové asociace České republiky.

## Kariéra
Malík je absolventem Vysoké školy finanční a správní v oboru Řízení podniku a podnikové finance se specializací na marketing a marketingovou komunikaci. Na Université de Lausanne získal certifikát z fotbalového managementu. Poté pracoval mimo jiné jako marketingový ředitel v pražské Slavii, kde krátce působil v jejím představenstvu. V červnu 2017 kandidoval na post předsedy FAČR, nikdo ale nevyhrál, volby skončily patem. Do funkce byl zvolen 12. prosince téhož roku na mimořádné Valné hromadě. Po propuknutí korupčního skandálu v říjnu 2020, kdy za mřížemi skončil i jeho místopředseda Roman Berbr, i přes tlak odmítl ve funkci skončit, v červnu 2021 oznámil, že post obhajovat nebude. Ve funkci ho 3. června 2021 nahradil Petr Fousek.
Též je členem Národní rady pro sport v rámci Národní sportovní agentury v oboru Sportovní svazy - olympijské sporty.